# 懷恩多特鎮區 (明尼蘇達州彭寧頓縣)
懷恩多特鎮區（英語：Wyandotte Township）是位於美國明尼蘇達州彭寧頓縣的一個行政鎮區。

## 地方資料
懷恩多特鎮區的面積為58.63平方千米，皆為陸地。根據2020年美國人口普查的數據，當地共有人口92人，而人口密度為每平方千米1.57人。